# Інженерний аналіз
Інженерний аналіз пов'язаний з використанням основних фізичних принципів для вирішення технічних задач з метою отримання прийнятних результатів. 
Це комплекс випробувань, який дозволяє виявити недоліки і слабкі місця обладнання та конструкцій, їх роботопридатність, витривалість при навантаженнях, відмовостійкість та ін інженерні характеристики.  Об'єктом інженерного аналізу є міцність і технологічні характеристики машин. З ними пов'язані енергетичні характеристики.
Інженерний аналіз - важлива складова виготовлення виробу.
Процес інженерного аналізу включає такі основні етапи: постановка задачі; побудова моделі (аналітичної – застосування фізичних принципів або експериментальної, комп'ютерної – накопичення даних); отримання та обробка результатів (обчислення, оцінка, узагальнення та перевірка); оптимізація; представлення і подача результатів.